# Marcelo Angiolo Melani
Marcelo Angiolo Melani (ur. 15 września 1938 we Florencji, zm. 14 kwietnia 2021 w Pucallpa) – włoski duchowny rzymskokatolicki posługujący w Argentynie, w latach 2002-2011 biskup Neuquén.

## Życiorys
Święcenia kapłańskie przyjął 21 marca 1970. 22 lipca 1993 został prekonizowany biskupem koadiutorem Viedma. Sakrę biskupią otrzymał 18 września 1993. 28 czerwca 1995 objął urząd ordynariusza. 9 stycznia 2002 został biskupem Neuquén. 8 listopada 2011 zrezygnował z urzędu.